# Ярешко Володимир Григорович
Володи́мир Григо́рович Яре́шко (* 1956) — український вчений, доктор медичних наук (1995), професор (1995), лауреат Державної премії України в галузі науки і техніки (2009).

## Життєпис
Народився 1956 року в селі Нижанковичі (Старосамбірський район, Львівська область). У 1979 закінчив Запорізький медичний інститут за спеціальністю лікувальна справа.
З 1980 року — ургентний хірург хірургічного відділення № 2 запорізької міської клінічної лікарні № 3, від 1982-го — клінічний ординатор кафедри хірургії-2 Запорізького державного інституту вдосконалення лікарів. 1984 року захистив кандидатську дисертацію. У 1985—1986 роках — хірург-ординатор 1-го хірургічного відділення 3-ї запорізької міської клінічної лікарні.
Від 1986 року — асистент, 1991-го — доцент кафедри хірургії-2 Запорізького державного інституту вдосконалення лікарів. З 1993 року — завідувач кафедри хірургії з курсом гнійно-септичної хірургії, в 1994—1998 роках — проректор з лікувальної роботи. 1995 року захистив докторську роботу; того ж року здобув вчене звання професора.
Сфера наукових досліджень — питання гнійно-септичної хірургії, хірургія жовчних шляхів та печінки.
Є автором 200 наукових робіт, 2 монографій, 15 авторських свідоцтв та патентів на винаходи.
За його ініціативи 1996 року було створено запорізький обласний центр хірургії печінки, жовчних шляхів та підшлункової залози (надається спеціалізована допомога хворим з механічною жовтяницею та ураженнями гепатопанкреатобіліарної зони).
Самостійно та у співавторстві розробив понад 25 нових методик оперативних втручань.
Під його керівництвом захищено 2 докторські та 7 кандидатських дисертацій.
Лауреат Державної премії України в галузі науки і техніки 2009 року — за роботу «Розробка та впровадження нових методів діагностики і хірургічного лікування захворювань підшлункової залози»; співавтори Болдіжар Олександр Олександрович, Бондар Григорій Васильович, Дронов Олексій Іванович, Запорожченко Борис Сергійович, Кондратенко Петро Геннадійович, Криворучко Ігор Андрійович, Тодуров Іван Михайлович, Усенко Олександр Юрійович, Чорний Володимир Володимирович.
Серед патентів: «Спосіб завершення релапаротомій у хворих панкреонекрозом», 2013, співавтори Антоневич Віктор Миколайович, Рязанов Дмитро Юрійович.